# Louis Alexandre Piccinni

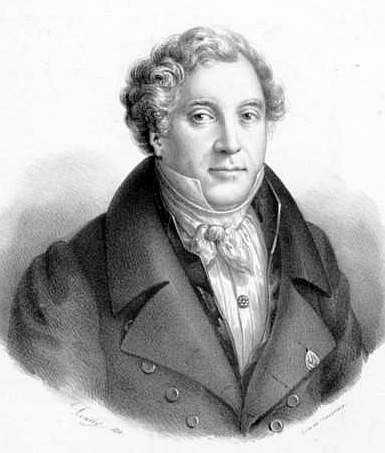
Louis Alexandre Piccinni

Louis Alexandre Piccinni (Luigi Alessandro Piccinni, * 10. September 1779 in Paris; † 24. April 1850 in Paris) war ein französischer Komponist.
Piccinni entstammte einer italienischen Musikerfamilie. Sein Großvater war der Komponist Niccolò Piccinni, sein Onkel der Komponist Luigi Piccinni. Er studierte am Conservatoire de Paris Komposition bei Jean-François Lesueur und arbeitete dann als Klavierbegleiter am Théâtre Feydeau, ab 1802 an der Pariser Oper.
Ab 1803 war er Dirigent am Theatre de la Porte Saint-Martin, daneben wirkte er als Gesangslehrer. Von 1836 bis 1840 leitete er das Konservatorium von Boulogne, danach bis 1844 das in Toulouse. Er übersiedelte dann nach Straßburg, von wo aus er das Sommerorchester von Baden-Baden leitete. 1849 kehrte er nach Paris zurück.
Piccinni komponierte mehr als 200 Bühnenwerke, darunter Melodramen, Kantaten, Vaudevilles und Opern, außerdem auch Romanzen, Sonaten und Klavierstücke.

## Werke
- Romulus, Melodram
- Robinson Crusoe, Melodram
- L’amoureux par surprise, Oper
- Avis au public, Oper
- Us sont chez eux, Oper
- La maison en loterie, Oper
- Le petite lampe merv eilleuse, Oper
- Alcibiade solitaire, Oper
- Le prise de Jericho, Oper
- L’Amant rival de sa maitresse, Oper
- L’Amoureux par surprise, ou Le droit d’aînesse, Oper
- Arlequin au village, Oper
- La Bramine, Oper
- Les Deux billets doux, Oper
- Les Deux Issues, Oper
- Ils sont chez eux ou Les époux avant le mariage , Oper
- Le Jeune sauvage, Oper
- La Physiognomanie, Oper
- Le Sceptre de la Charrue, Oper
- La Tireuse des cartes, Oper